# Джиджи Грифис
Джиджи Грифис (на английски: Gigi Griffis) е американска блогърка и писателка на произведения в жанра пътепис, исторически роман и хорър.

## Биография и творчество
Джиджи Грифис е родена в САЩ. През 2005 г. завършва с бакалавърска степен с отличие английска филология и творческо писане в Университета на Пенсилвания в Шипенсбърг. След дипломирането си, в периода 2006 – 2007 г. работи като супервайзер продажби в клон на компания за обзавеждане, в периода 2008 – 2010 г. работи като редактор в рекламна агенция в Денвър, в периода 2010 – 2011 г. е копирайтър в строителна компания в Ричмънд, а в периода 2010 – 2013 г. работи на свободна практика като копирайтър и редактор на сайтове.
Първата ѝ книга And, Also, My Palms Are Sweaty е издадена през 2012 г. В следващите години пътува много и пише пътеписи за Италия, Париж, Барселона, Прага, Швейцария, Ню Йорк, Ванкувър, Денвър, Финикс и Тусон, и Аризона. На своя сайт води блога си The Ramble и пише за различни медийни издания.
Първият ѝ роман „Императрицата“ е издаден през 2022 г. като съпътстващо издание свързано с едноименния германски телевизионен сериал на „Нетфликс“. Романът представя легендарната любовна история на принцеса Сиси и император Франц Йосиф през 1853 г.
Джиджи Грифис живее в Порто, Португалия.

## Произведения

### Самостоятелни романи
- The Empress (2022)[1][2][3]
Императрицата, изд.: „Сиела“, София (2022), прев. Мариана Христова
- The Wicked Unseen (2023)
- We Are The Beasts (2024)

### Документалистика
- And, Also, My Palms Are Sweaty: A memoir in sixty-four men (2012) – интервюта

#### Пътеписи
- Italy: 100 Locals Tell You Where to Go, What to Eat, and How to Fit In (2014)[2][4]
- Paris: 10 Locals Tell You Where to Go, What to Eat, and How to Fit In (2014)
- Barcelona: 10 Locals Tell You Where to Go, What to Eat, and How to Fit In (2014)
- Prague: 10 Locals Tell You Where to Go, What to Eat, & How to Fit In (2014)
- Switzerland: 100 Locals Tell You Where to Go, What to Hike, & How to Fit In (2015)
- France: 100 Locals Tell You Where to Go, What to Eat, & How to Fit In (2015)
- New York City: 10 Locals Tell You Where to Go, What to Eat, & How to Fit In (2016)
- Vancouver: 3 Locals Tell You Where to Go, What to Eat, & How to Fit In (2016)
- Denver & Surroundings: 10 Locals Tell You Where to Go, What to Eat, & How to Fit In (2016)
- Phoenix & Tucson: 10 Locals Tell You Where to Go, What to Eat, & How to Fit In (2016)
- Northern Arizona: 10 Locals Tell You Where to Go, What to Eat, & How to Fit In (2016)